# Miss Brasil 2020
Miss Brasil 2020 foi o 66.º ano de participação do Brasil no Miss Universo. Após a saída do patrocinador principal do concurso (Polishop), a TV Bandeirantes resolveu romper o contrato que possuía junto ao Miss Universe Organization de realização e transmissão dos estaduais e do nacional. Em 6 de julho do mesmo ano foi anunciado a compra dos direitos de realização da competição em território nacional pelo empresário gaúcho Winston Ling, que encarregou sua equipe e o consultor Roberto Macêdo da indicação da representante do País no evento internacional (visto a impossibilidade de realização de concurso, uma tentativa de aglomeração frente a pandemia de Covid-19). A mineira eleita Miss Brasil BE Emotion 2019, Júlia Horta coroou a gaúcha Julia Weissheimer Werlang Gama como sua sucessora.

## Histórico

### Saída da Polishop
Patrocinadora oficial do concurso de Miss Brasil desde 2015, a Polishop anunciou o rompimento contratual com a Rede Bandeirantes em de julho de 2019. A marca de cosméticos da empresa, a BE Emotion foi se tornando a logo marca do concurso ao longo dos cinco concursos realizados pela organização. A saída porém, pegou de surpresa os fanáticos pelo concurso e a imprensa de modo em geral, visto que em março de 2019, João Appolinário, presidente da Polishop havia demonstrado interesse na renovação e que havia investido R$35 milhões na disputa: 

Conseguimos melhorar a imagem do concurso, que voltou a ter o glamour de antes, além de alcançar a exposição esperada da marca Be Emotion. A renovação deve começar a ser discutida com a Band agora, depois de concluirmos o evento da final. Mas, a princípio, do nosso lado deve se renovar sim.
João Appolinário, Presidente do Grupo Polishop.
Em entrevista a Folha de S.Paulo, João ainda declarou que a Polishop teria investido de R$6 milhões a R$8 milhões por ano no concurso. Só com o evento da final de 2019 e suas etapas, foram gastos entre R$3 milhões e R$4 milhões. Ainda segundo a reportagem, a Polishop encontrou muitos desafios na realização do evento. Entre eles estavam a lisura de cada etapa e monetizar os eventos. Entre as mudanças, a final do Miss Brasil passou a ser realizada em uma das convenções nacionais de vendedores e associados da Polishop, para aproveitar a estrutura e, de certa forma, economizar.

### Anúncio oficial da Band
Sem patrocinador principal para arcar com os custos milionários do certame, a TV Bandeirantes não confirmou presença do País na disputa de Miss Universo em 2020 e assim afirmou a imprensa dia 18/07/2019: 

Após oito anos realizando e exibindo os concursos Miss São Paulo e Miss Brasil, cinco dos quais ocorreram por meio de uma sólida parceria com a Polishop, a Band comunica que não houve renovação do contrato, o qual termina este ano. Por essa razão, a Band não realizará a temporada 2020 e, por consequência, não exibirá seus famosos concursos de beleza. Durante os últimos cinco anos, a Polishop, por meio de sua marca Be Emotion, foi a grande parceira da Band na realização dos concursos. Trouxe, com sua grande expertise, uma nova roupagem para os concursos de beleza, tornando-os mais próximos das mulheres modernas. Frente à decisão de não renovar o contrato, a Band e a Polishop/Be Emotion deixam de ter qualquer responsabilidade acerca da realização dos concursos estaduais ou nacional que tenham relação com a cadeia de concursos Miss Universo 2020. Tanto a Band, que continua detentora das marcas estaduais, quanto a Polishop, não detêm qualquer responsabilidade de realização ou de apoio aos concursos estaduais relativos à temporada 2020, mesmo que aconteçam durante o ano de 2019. Não obstante, nossa recém recém-eleita Miss Brasil Be Emotion 2019 segue sua trajetória de preparação para, ao final de 2019, representar belamente o Brasil no Miss Universo 2019, fechando assim o ciclo de concursos da franquia Miss Universo nas telas da Band e sob a parceria com a Polishop/Be Emotion. A Rede Bandeirantes de Comunicação agradece a sólida parceria Polishop/Be Emotion ao longo dos últimos cinco anos.
Rede Bandeirantes de Comunicação.
Com o anúncio da saída da Polishop e a decisão da Band em não realizar o concurso nacional, Júlia Horta assim declarou ao jornal "Portal F5" da Folha de S.Paulo: 

Eu espero que mude. Seria muito triste não ter uma representante brasileira no Miss Universo, que é um concurso bastante importante para tantas meninas no país. Fico chateada [com o fim da parceria], pois nos últimos anos vi que o concurso deu uma repaginada e melhorou. Acho que a Polishop trabalhou muito bem e contribuiu para isso.
Júlia Horta, Miss Brasil 2019.

### Evandro Hazzy & Misses
Apesar de incerto, o concurso conta com uma proposta de reestruturação para dar continuidade a disputa, feita em parte por Evandro Hazzy (ex-coordenador do Miss Rio Grande do Sul entre 1999 a 2013), Patrícia Régia (diretora da Band) e misses brasileiras, como Natália Guimarães (Miss Brasil 2007 e segunda colocada no Miss Universo 2007), Deise Nunes (Miss Brasil 1986), Leila Schuster (Miss Brasil 1993), Flávia Cavalcanti (Miss Brasil 1989) e Carla Godinho (Miss Rio de Janeiro 1985) que pode ser aceito pela Band.

Estou trabalhando em um projeto para o retorno do concurso. São 65 anos de história que não podemos deixar morrer. Ainda estamos em fase de conversas e definições, estou conversando com a Band e vou trabalhar em parceria com ex-misses. Vai ter Miss Brasil em 2020.
Evandro Hazzy.
Mesmo com o projeto em andamento, a Folha de S.Paulo procurou a emissora, que assim declarou:
A Band, detentora das marcas do Miss Brasil, não confirma a realização do Miss Brasil e do Miss Universo 2020. Se existir algum grupo interessado que queira patrocinar, será motivo de estudos por parte da diretoria comercial.
Rede Bandeirantes de Comunicação.

### Rompimento da Band
Afim de eliminar suposições e boatos que giram em torno da realização do nacional deste ano, a Rede Bandeirantes, através de uma de suas diretoras, Magda Magalhães, divulgou uma nota as coordenações estaduais credenciadas por meio de correio eletrônico no dia 10 de março. O comunicado, antes restrito aos coordenadores, foi divulgado ao público geral pelo portal Bahia Notícias no dia 11 de março, assim informando: 
Prezados Senhores(as), boa tarde! Comunicamos que a Band não detém mais os direitos para a organização, produção e transmissão do Concurso “Miss Estadual/Brasil”, devido a não renovação do contrato de transmissão e licenciamento. Desta forma, não está autorizada a realização de qualquer concurso de beleza vinculado, inclusive Miss Estadual/Brasil, à sua marca ou razão social. Sem mais, colocamo-nos à disposição para qualquer esclarecimento necessário. Atenciosamente.
Magda Magalhães, Diretoria Nacional de Rede de Televisão.

### Nova direção
Em 18 de junho de 2020 o jornalista baiano - e entusiasta de concursos de beleza - Roberto Macêdo, anunciou em suas redes sociais a retomada do evento junto a uma organização, que já estaria coordenando a seleção da brasileira para a disputa de Miss Universo 2020. O anúncio foi apurado e confirmado pelo também jornalista George Azevêdo, em sua coluna social do portal Tribuna do Norte.
Recebi o convite e aceitei. Existe uma grande equipe e uma super proposta por trás de tudo. Estamos fazendo alguns ajustes para divulgar a nova proposta do Miss Brasil. Estou muito feliz.
 - Roberto Macedo.
Em 6 de julho do mesmo ano, através do canal no You Tube do concurso intitulado "U Miss Brasil", foi anunciado o novo franqueado do evento, cabendo o título ao empresário gaúcho de ascendência chinesa, Winston Ling. Ling é economista, engenheiro e investidor da plataforma online gratuita SoulTV, um canal interativo de vídeos chamado pela nova organização de "a primeira social TV interativa do mundo".

## Indicação
| Posição          | Estado & Candidata                  |
| ---------------- | ----------------------------------- |
| Miss Brasil 2020 | - Rio Grande do Sul - Julia Gama    |
| 2ª Alternativa   | - Mato Grosso - Camilla Della Valle |
| 3ª Alternativa   | - Paraná - Amanda Paggi             |
| 4ª Alternativa   | - Alagoas - Gabriele Marinho        |
| 5ª Alternativa   | - Ceará - Luana Lobo                |

## Processo de escolha

### Julia Gama e Winston Ling
Em entrevista ao portal do jornalista Hugo Gloss, Julia declarou que já conhecia o atual dono da franquia brasileira do Miss Universo: 
Eu conheci o senhor Winston Ling, que é o atual proprietário da franquia Miss Brasil, em 2017, em um evento de caridade na Itália. Junto com a Miss Itália, somos fundadoras de uma ONG, que envolve várias misses do mundo todo e que promove eventos beneficentes em diferentes partes do mundo para ajudar regiões em estados de emergência. Ele estava junto com a Miss China, e eu, na época, morava na China também. Conversamos muito na ocasião, dois brasileiros gaúchos, morando na China, e mantivemos contato desde então. Eu, por diversas vezes, recorri a ele para saber como abrir minha empresa lá, gerenciar meus negócios, e ele sempre me orientou muito bem nos três anos em que eu morei na China.
O empresário Winston Ling, em entrevista ao jornalista Fábio de Paula, da Folha de S.Paulo, assim declarou sobre sua decisão: 
Antes mesmo de eu ter assinado o contrato de franquia, já tinha iniciado o processo de escolha da nossa Miss. Júlia sempre foi minha escolha, porque ela representa o pacote completo para uma miss. Posso garantir que Julia tem grande potencial de ser a Miss Universo.

### Noite do anúncio
O evento foi gravado e posteriormente transmitido em formato "ao vivo" pelos principais canais de comunicação da franquia. Teve à frente como apresentador o jornalista e especialista em concursos de beleza, Roberto Macêdo e participação especial (presencial) de Júlia Horta, que despediu-se de seu reinado em um desfile final. O anúncio da nova detentora do título nacional foi feito por Zozibini Tunzi, Miss Universo 2019 que gravou um vídeo de seu apartamento em Nova York. Além da mensagem da sul-africana, participaram também dos festejos as eleitas entre 2014 e 2018: Melissa Gurgel, Raissa Santana, Monalysa Alcântara e Mayra Dias.

### Comissão avaliadora
Foram os responsáveis pela aclamação: 
1. Débora Gobitta, cineasta;
2. Winston Ling, novo franqueado do Miss Brasil;
3. Roberto Macêdo, jornalista e consultor do concurso;
4. Ricardo Godoy; diretor-executivo da SoulTV;
5. Messina Neto, cineasta.

### Curiosidades
- Trata-se do 14º título para o Estado do Rio Grande do Sul.

- É a segunda vez que uma Miss Brasil é indicada.[23] A primeira vez ocorreu em 1993 e culminou também com a eleição de uma gaúcha (Leila Schuster).

- Júlia Gama é a Miss Brasil com mais idade a ser eleita: 27 anos (superando o recorde anterior da amazonense Mayra Dias em 2018 com 26 anos).

- É a quarta vez que uma antecessora e atual detentora do título possuem o mesmo primeiro nome (Júlia).
  - O feito anterior havia sido em 1970 e 1971 (Eliane Thompson e Eliane Guimarães), 1973 e 1974 (Sandra Mara Ferreira e Sandra Guimarães) e em 2007 e 2008 (Natália Guimarães e Natália Anderle).

- Gama será a segunda Miss Brasil a competir em dois grandes concursos internacionais: ela disputou o Miss Mundo 2014 e parou no Top 10.
  - Anteriormente, esse recorde foi conquistado pela também gaúcha (porém representante do Rio de Janeiro na versão Universo), Adriana Alves de Oliveira em 1981 e 1984.

- Além do português, a atual detentora do título fala fluentemente a Língua espanhola, inglês e mandarim.

- Júlia por muito tempo foi a garota-propaganda da marca de cosméticos "Balincan", na China, onde residia e trabalhava como atriz e modelo.[24]

## Estaduais de 2020
Estima-se que os concursos estaduais de 2020, realizados por franqueados da antiga direção do evento, poderão inscrever suas eleitas na edição de 2021:
- Miss Goiás 2020[25]
- Miss Pernambuco 2020[26]
- Miss Roraima 2020[27]
- Miss Santa Catarina 2020[28]
- Miss Sergipe 2020[29]